# USS Sailfish (SSR-572)
USS Sailfish (SSR-572) – amerykański okręt podwodny typu Sailfish o wyporności nawodnej 1990 ton standardowych, przeznaczony do dozoru radarowego obszaru powietrznego. Zwodowany 7 września 1955 roku okręt, został włączony do służby w marynarce amerykańskiej 14 kwietnia 1956 roku, z wyposażeniem w postaci umieszczonego w kiosku radaru obserwacji przestrzeni powietrznej AN/BPS-2 oraz posadowionego za kioskiem namiernika wysokości AN/BPS-3. 1 marca 1961 roku okręt został zmodyfikowany i przeklasyfikowany do pełnienia klasycznej roli okrętu myśliwskiego (SSK). Służbę pełnił do 29 września 1978 roku.